# 横浜市立深谷台小学校
横浜市立深谷台小学校（よこはましりつ ふかやだいしょうがっこう）は、神奈川県横浜市戸塚区深谷町に存在した公立小学校。
教育目標は、自立、共生、個性
主として、ドリームハイツの子弟が通学していた。
生徒数の減少により、統廃合の検討が進められ、
2017年に横浜市立俣野小学校と統合により廃校となった。統合後、当校の校舎を用いて横浜市立横浜深谷台小学校が開校した。

## 沿革
- 1973年 - 横浜市立大正小学校の生徒が移り開校。
- 1976年 - 校章制定。サルトリイバラ。
- 1979年 - 校歌制定 作詞：土岐善麿、 作曲：渡辺浦人
- 2017年3月31日 - 横浜市立俣野小学校との統合により閉校。

## 脚註
1. ↑  「深谷台小学校・俣野小学校」通学区域と学校規模の適正化検討ニュース（2014年1月13日閲覧）